# Monterrubio
Monterrubio település Spanyolországban, Segovia tartományban. Monterrubio Segovia, Lastras del Pozo, Zarzuela del Monte, Ituero y Lama, Villacastín és Marugán községekkel határos. Lakosainak száma 56 fő (2024).

## Népesség
A település népessége az elmúlt években az alábbi módon változott:
| Lakosok száma | 70   | 80   | 70   | 70   | 66   | 63   | 62   | 61   | 60   | 56   |
|               | 2001 | 2004 | 2007 | 2009 | 2012 | 2014 | 2017 | 2019 | 2022 | 2024 |